# Ajay Banga
Ajaypal Singh Banga (nascido em 10 de novembro de 1959) é um executivo de negócios americano nascido na Índia. Ele é atualmente o presidente do Grupo do Banco Mundial e vice-presidente da General Atlantic. Ele foi presidente executivo da Mastercard, depois de ter atuado anteriormente como presidente e diretor executivo (CEO) da empresa de julho de 2010 até 31 de dezembro de 2020. Ele se aposentou desta posição em 31 de dezembro de 2021, para ingressar na General Atlantic. Ele também é o presidente da holding de investimentos Exor, com sede na Holanda.
Banga foi eleito presidente do Banco Mundial em 3 de maio de 2023, tendo sido indicado ao cargo em fevereiro do mesmo ano pela administração Biden.

## Carreira no setor público
Em 23 de fevereiro de 2023, Banga foi nomeado pelo presidente Joe Biden para liderar o Banco Mundial. Em 3 de maio de 2023, o Banco Mundial confirmou Ajay Banga como seu décimo quarto presidente.